# Danh sách đĩa đơn quán quân năm 1949 (Mỹ)
Đây là danh sách đĩa đơn đứng đầu của Hoa Kỳ trong năm 1949, được xuất bản trong tạp chí âm nhạc Billboard. Trước khi bảng liệt kê Hot 100 được phát hành chính thức vào tháng 8/1958, bảng xếp hạng Billboard đưa ra các đánh giá khác nhau vào mỗi tuần. Năm 1949, có ba loại bảng xếp hạng:
1. Bán chạy nhất (Bestseller) - Bảng xếp hạng các đĩa đơn bán chạy nhất tại các đại lý bán lẻ, dựa trên thông tin cung cấp bởi các cửa hàng được khảo sát trên toàn Hoa Kỳ.
2. Phát trên làn sóng phát thanh (được các DJ sử dụng nhiều nhất) - Bảng xếp hạng các bài hát được phát thanh trên hầu hết các đài phát thanh Hoa Kỳ, dựa trên thông tin cung cấp bởi các DJ và các đài phát thanh.
3. Jukebox (được các máy phát nhạc tự động Jukebox mở nhiều nhất[1]) - Bảng xếp hạng các bài được chơi nhiều nhất bằng máy jukeboxe trên toàn nước Mỹ.

Dưới đây là các bài hát đứng đầu bảng xếp hạng Bán chạy nhất:
| Ngày phát hành | Bài hát                                            | Nghệ sĩ       | Nguồn |
| -------------- | -------------------------------------------------- | ------------- | ----- |
| 1 tháng 1      | "Buttons and Bows"                                 | Dinah Shore   |       |
| 8 tháng 1      | "All I Want for Christmas (Is My Two Front Teeth)" | Spike Jones   |       |
| 15 tháng 1     | "Buttons and Bows"                                 | Dinah Shore   |       |
| 22 tháng 1     | "A Little Bird Told Me"                            | Evelyn Knight |       |
| 29 tháng 1     | "A Little Bird Told Me"                            | Evelyn Knight |       |
| 5 tháng 2      | "A Little Bird Told Me"                            | Evelyn Knight |       |
| 12 tháng 2     | "A Little Bird Told Me"                            | Evelyn Knight |       |
| 19 tháng 2     | "A Little Bird Told Me"                            | Evelyn Knight |       |
| 26 tháng 2     | "A Little Bird Told Me"                            | Evelyn Knight |       |
| 5 tháng 3      | "A Little Bird Told Me"                            | Evelyn Knight |       |
| 12 tháng 3     | "Cruising Down the River"                          | Blue Barron   |       |
| 19 tháng 3     | "Cruising Down the River"                          | Blue Barron   |       |
| 26 tháng 3     | "Cruising Down the River"                          | Russ Morgan   |       |
| 2 tháng 4      | "Cruising Down the River"                          | Russ Morgan   |       |
| 9 tháng 4      | "Cruising Down the River"                          | Russ Morgan   |       |
| 16 tháng 4     | "Cruising Down the River"                          | Russ Morgan   |       |
| 23 tháng 4     | "Cruising Down the River"                          | Russ Morgan   |       |
| 30 tháng 4     | "Cruising Down the River"                          | Russ Morgan   |       |
| 7 tháng 5      | "Cruising Down the River"                          | Russ Morgan   |       |
| 14 tháng 5     | "(Ghost) Riders in the Sky: A Cowboy Legend"       | Vaughn Monroe |       |
| 21 tháng 5     | "(Ghost) Riders in the Sky: A Cowboy Legend"       | Vaughn Monroe |       |
| 28 tháng 5     | "(Ghost) Riders in the Sky: A Cowboy Legend"       | Vaughn Monroe |       |
| 4 tháng 6      | "(Ghost) Riders in the Sky: A Cowboy Legend"       | Vaughn Monroe |       |
| 11 tháng 6     | "(Ghost) Riders in the Sky: A Cowboy Legend"       | Vaughn Monroe |       |
| 18 tháng 6     | "(Ghost) Riders in the Sky: A Cowboy Legend"       | Vaughn Monroe |       |
| 25 tháng 6     | "(Ghost) Riders in the Sky: A Cowboy Legend"       | Vaughn Monroe |       |
| 2 tháng 7      | "(Ghost) Riders in the Sky: A Cowboy Legend"       | Vaughn Monroe |       |
| 9 tháng 7      | "(Ghost) Riders in the Sky: A Cowboy Legend"       | Vaughn Monroe |       |
| 16 tháng 7     | "(Ghost) Riders in the Sky: A Cowboy Legend"       | Vaughn Monroe |       |
| 23 tháng 7     | "(Ghost) Riders in the Sky: A Cowboy Legend"       | Vaughn Monroe |       |
| 30 tháng 7     | "Some Enchanted Evening"                           | Perry Como    |       |
| 6 tháng 8      | "Some Enchanted Evening"                           | Perry Como    |       |
| 13 tháng 8     | "Some Enchanted Evening"                           | Perry Como    |       |
| 20 tháng 8     | "Some Enchanted Evening"                           | Perry Como    |       |
| 27 tháng 8     | "Some Enchanted Evening"                           | Perry Como    |       |
| 3 tháng 9      | "You're Breaking My Heart"                         | Vic Damone    |       |
| 10 tháng 9     | "You're Breaking My Heart"                         | Vic Damone    |       |
| 17 tháng 9     | "You're Breaking My Heart"                         | Vic Damone    |       |
| 24 tháng 9     | "You're Breaking My Heart"                         | Vic Damone    |       |
| 1 tháng 10     | "That Lucky Old Sun"                               | Frankie Laine |       |
| 8 tháng 10     | "That Lucky Old Sun"                               | Frankie Laine |       |
| 15 tháng 10    | "That Lucky Old Sun"                               | Frankie Laine |       |
| 22 tháng 10    | "That Lucky Old Sun"                               | Frankie Laine |       |
| 29 tháng 10    | "That Lucky Old Sun"                               | Frankie Laine |       |
| 5 tháng 11     | "That Lucky Old Sun"                               | Frankie Laine |       |
| 12 tháng 11    | "That Lucky Old Sun"                               | Frankie Laine |       |
| 19 tháng 11    | "That Lucky Old Sun"                               | Frankie Laine |       |
| 26 tháng 11    | "Mule Train"                                       | Frankie Laine |       |
| 3 tháng 12     | "Mule Train"                                       | Frankie Laine |       |
| 10 tháng 12    | "Mule Train"                                       | Frankie Laine |       |
| 17 tháng 12    | "Mule Train"                                       | Frankie Laine |       |
| 24 tháng 12    | "Mule Train"                                       | Frankie Laine |       |
| 31 tháng 12    | "Mule Train"                                       | Frankie Laine |       |